# Decision Game
Decision Game ist eine sechsteilige deutsche Thriller-Miniserie von Benjamin Pfohl. Die Hauptrolle ist mit Eva Meckbach als Risikoanalystin Vera Schröder besetzt. Ab dem 26. August 2022 standen alle sechs Folgen in der ZDFmediathek zur Verfügung. Die Erstausstrahlung erfolgte ab dem 6. September 2022 auf ZDFneo.

## Handlung
Elsa Schröder, die Tochter der Risikoanalystin Vera Schröder und des Polizisten Alex Schröder, wird entführt. Als Forderung stellt der Entführer „Sneakerboy“, dass Vera die Risikobewertung ihrer Versicherung für ein Land anheben soll. Doch die exakt veranlagte Vera lässt sich nicht erpressen und senkt die Risikobewertung extra herab, was für den Entführer und seine Komplizen einen enormen Investitionsverlust zur Folge hat. Die Entführer drohen nun damit, Elsa zu töten, was Veras Mann Alex in aller letzter Sekunde verhindern kann.

## Besetzung
| Rolle              | Schauspieler         | Episoden | Rollenbeschreibung                                       |
| ------------------ | -------------------- | -------- | -------------------------------------------------------- |
| Vera Schröder      | Eva Meckbach         | 1–6      | Risikoanalystin, Mutter von Elsa Schröder                |
| Elsa Schröder      | Paula Hartmann       | 1–6      | Tochter von Risikoanalystin Vera Schröder, wird entführt |
| Alex Schröder      | Shenja Lacher        | 1–6      | Polizist, Ehemann von Risikoanalystin Vera Schröder      |
| Robert             | Roeland Wiesnekker   | 1–6      | Polizist                                                 |
| Mark               | Jakob Diehl          | 1–6      | Polizist                                                 |
| Professor Thalmann | Robert Hunger-Bühler | 1–6      | Untersucht die Entführtungmotive                         |
| Sneakerboy         | Lion-Russell Baumann | 1–6      | Entführer von Elsa Schröder                              |

## Episodenliste
| Nr. (ges.) | Nr. (St.) | Originaltitel | Erstausstrahlung D | Regie          | Drehbuch         |
| ---------- | --------- | ------------- | ------------------ | -------------- | ---------------- |
| 1          | 1         | Risk          | 6. Sep. 2022       | Benjamin Pfohl | Johannes Lackner |
| 2          | 2         | High          | 6. Sep. 2022       | Benjamin Pfohl | Johannes Lackner |
| 3          | 3         | Crash         | 6. Sep. 2022       | Benjamin Pfohl | Johannes Lackner |
| 4          | 4         | Slam          | 7. Sep. 2022       | Benjamin Pfohl | Johannes Lackner |
| 5          | 5         | Win-Win       | 7. Sep. 2022       | Benjamin Pfohl | Johannes Lackner |
| 6          | 6         | Dilemma       | 7. Sep. 2022       | Benjamin Pfohl | Johannes Lackner |

## Produktionsnotizen
Decision Game wurde vom 8. Juni 2021 bis zum 26. August 2021 unter den vorgegebenen Corona-Arbeitsschutzauflagen in Prag und Umgebung gedreht.